# Linia kolejowa nr 688
Linia kolejowa nr 688 – pierwszorzędna, zelektryfikowana jedno– i dwutorowa linia kolejowa łącząca stację Rybnik Towarowy RTA ze stacją Rybnik RbC.
Linię otwarto w 1969 roku, a 17 listopada 1981 roku została zelektryfikowana.

## Infrastruktura

### Połączenia z innymi liniami[3]:
| Punkt               | Linia | Linia                                     | Linia  |
| Punkt               | Numer | Kierunek                                  | Status |
| ------------------- | ----- | ----------------------------------------- | ------ |
| Rybnik Towarowy RTA | 140   | Katowice Ligota – Nędza                   | czynna |
| Rybnik Towarowy RTA | 158   | Rybnik Towarowy – Chałupki                | czynna |
| Rybnik Towarowy RTA | 957   | Rybnik – Rybnik Towarowy RTF              | czynna |
| Rybnik Towarowy RTA | 959   | Rybnik Towarowy RTD – Rybnik Towarowy RTE | czynna |
| Rybnik Towarowy RTA | 959   | Rybnik Towarowy RTD – Rybnik Towarowy RTE | czynna |
| Rybnik RbC          | 173   | Rybnik – Sumina                           | czynna |